# Colección Blaisten
La Colección Blaisten fue un espacio museístico que se constituyó a fin de que el público pudiese apreciar las obras que forman parte de la colección particular Andrés Blaisten que pueden ser revisadas virtualmente en el Museo Andrés Blaisten.
A partir del 22 de octubre de 2007 la Universidad Nacional Autónoma de México (UNAM) creó este espacio de exhibición dentro del Centro Cultural Universitario Tlatelolco antes Secretaría de Relaciones Exteriores mismo que está ubicado en el costado suroriente de la Unidad Habitacional Nonoalco-Tlatelolco, delimitado al norte por la zona arqueológica de Tlatelolco y la plaza de las Tres Culturas, al sur por la avenida Ricardo Flores Magón, y al poniente por el eje central Lázaro Cárdenas. El espacio de exhibición se encuentra físicamente ubicado en la planta alta del conjunto arquitectónico, sobre un área de 1300 metros cuadrados.
Las pinturas exhibidas en la Colección Blaisten pertenecen a los dos primeros tercios del siglo XX, mostrando piezas características de las vanguardias de principios del siglo pasado, como lo son el Modernismo, Surrealismo, Cubismo, Simbolismo, Escuela Mexicana de Pintura, etc. 
Entre las obras se pueden encontrar trabajos de los artistas más importantes del arte mexicano: Diego Rivera, David Alfaro Siqueiros, María Izquierdo y José Clemente Orozco. Destaca el trabajo de artistas que pertenecieron a las Escuelas al Aire Libre y Escuela Mexicana de Pintura. 
En noviembre de 2007 el espacio museístico Colección Blaisten en el Centro Cultural Universitario Tlatelolco se inauguró con la exposición temporal Un Arte Nuevo: El aporte de Marìa Izquierdo seguida de la exposición Gritos desde el archivo, grabado político de gráfica popular luego siguió la exposición Citadinos del artista Spencer Tunick, más tarde Agustín Lazo, posteriormente se presentó Francisco Díaz de León y por último Dr. Atl Obras maestras

## Arte Moderno en México
La Colección Blaisten presenta cerca de 130 obras de arte realizadas en México entre 1900 y 1960, periodo de extraordinaria creatividad tanto en las artes visuales y la arquitectura, como en el teatro, la literatura y la música. Al igual que sus colegas, los pintores y escultores en el país fueron profundamente moldeados por las fuerzas políticas y culturales de su tiempo, desde la Revolución de 1910-1920, hasta el nacionalismo cultural de los años 30 y la urbanización e industrialización de finales de los cuarenta y los cincuenta.
En la década de 1920, como parte de la reconstrucción social y económica necesaria después de la Revolución, el gobierno federal patrocinó impactantes murales en edificios públicos y estableció innovadoras escuelas de arte para los hijos de la clase trabajadora. Con todo, muchos artistas trabajaron también de manera privada en sus estudios. Algunos exploraron la identidad nacional mexicana a través del paisaje o de la cultura popular, mientras que otros enfatizaron temas íntimos como desnudos y naturalezas muertas, que por siglos habían sido materia del arte.
La situación política y el mercado conservador llevaron a casi todos los artistas mexicanos a rechazar la abstracción, a favor de un estilo figurativo que pudiera ser fácilmente entendido por un público masivo. Esta exposición revela sus diferentes soluciones visuales, desde las sencillas escenas rurales promovidas por las Escuelas de Pintura al Aire Libre, a las imágenes más obviamente modernas influenciadas por movimientos europeos como el cubismo y el surrealismo. De hecho, los creadores de las décadas posrevolucionarias estuvieron tan preocupados por las propiedades formales del color, la composición y la textura, como por sus temas.
Andrés Blaisten ha formado una importante colección privada de arte moderno mexicano. Aunque incluye obra de los muralistas Diego Rivera, José Clemente Orozco y David Alfaro Siqueiros, se concentra en pinturas de caballete y esculturas de sus contemporáneos, algunos famosos, otros por largo tiempo olvidados. La organización de la muestra es principalmente cronológica, iniciando con los artistas mexicanos que trabajaron en Europa en la década de 1890 y terminando con imágenes de los principales pintores de los años cincuenta. Grupos temáticos, como retratos o escenas de la vida urbana, permiten hacer comparaciones a lo largo del periodo.
Este espacio cerró sus puertas en el año de 2012.

## Galería de imágenes

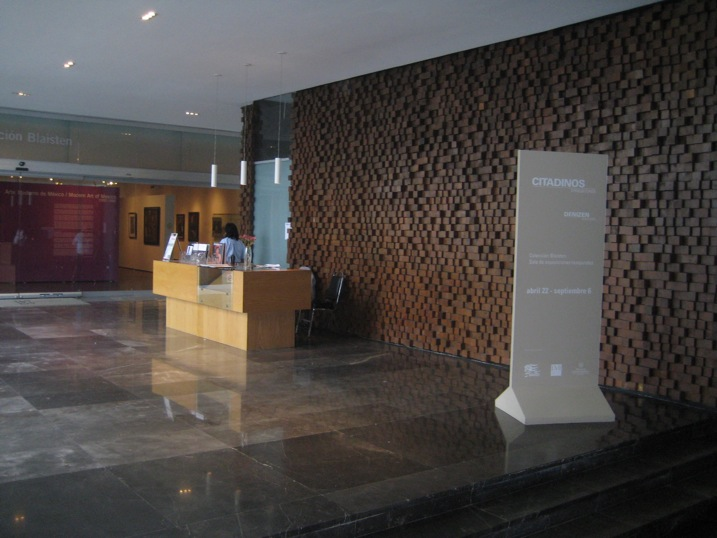
Entrada Colección Blaisten CCUT
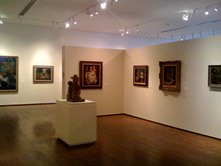
Sala número dos
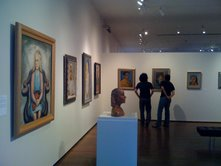
Siqueiros en la Colección Blaisten
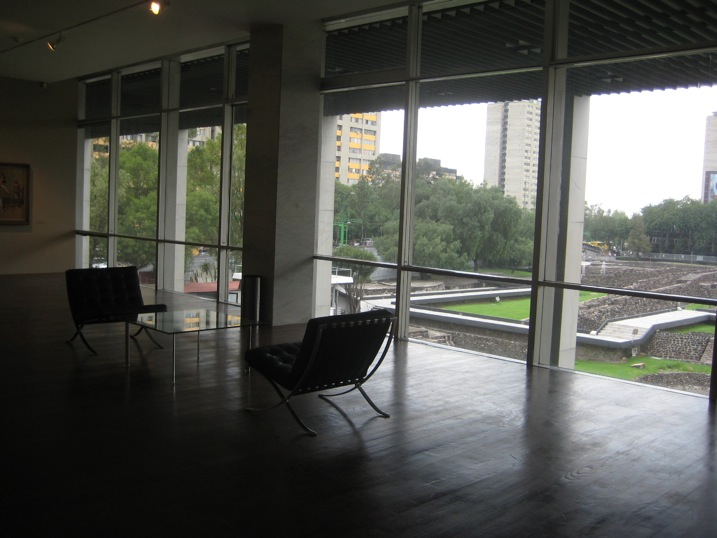
Lounge de la Colección Blaisten con vista a la plaza de las tres culturas

## Artistas en la Colección Blaisten
- Saturnino Herrán
- Ángel Zárraga
- Carlos Mérida
- María Izquierdo
- Julio Ruelas
- Rufino Tamayo
- Diego Rivera
- David Alfaro Siqueiros
- José Clemente Orozco
- Mardonio Magaña
- Lola Cueto
- Alfredo Zalce
- Francisco Zúñiga
- Fermín Revueltas
- Luis Nishizawa
- Juan Soriano
- Gerardo Murillo (Dr. Atl)
- Alfonso Michel
- Roberto Montenegro
- Raúl Anguiano
- Miguel Covarrubias
- Jorge González Camarena
- Francisco Dìaz de Leòn
- Emilio Baz Viaud
- Wolgang Paalen
- Spencer Tunick
- Emilio Amero
- Angelina Beloff
- Rosario Cabrera
- Celia Calderón
- Ramón Cano Manilla
- Federico Cantú
- Julio Castellanos
- Jean Charlot
- Olga Costa
- Alberto Fuster
- Alberto Garduño
- Manuel Herrera Cartalla
- Tamiji Kitagawa
- Agustín Lazo
- Guillermo Meza
- Carlos Orozco Romero
- Luis Ortiz Monasterio
- Alfonso Peña
- Feliciano Peña
- Rosa Rolanda